# Happy Landing
Happy Landing é um filme estadunidense de 1938 dirigido por Roy Del Ruth, estrelando Sonja Henie no papel principal.

## Produção
Os títulos de trabalho deste filme foram Bread, Butter and Rhythm, Hot and Happy e Happy Ending. Este foi o terceiro filme da campeã olímpica de patinação no gelo Sonja Henie. Henie tinha sido classificada como a oitava maior estrela de bilheteria em 1937, e em 1938, ela subiu para a terceira posição. Ela também tinha sido recentemente reconhecida pelo governo norueguês com a Cruz da Ordem de St. Olaf. Henie teria exigido ao estúdio Tyrone Power para co-estrelar com ela o filme, mas Darryl F. Zanuck se recusou.

## Elenco
- Sonja Henie as Trudy
- Cesar Romero as Duke
- Don Ameche as Jimmy
- Ethel Merman as Flo